# Ай Ай, Сантяго
„Ай Ай, Сантяго“ (на английски: Santiago of the Seas) е американски компютърно анимиран детски телевизионен сериал, създаден от Ники Лопес, Лесли Валдес и Валери Уолш Валдес, чиято премиера е по Nickelodeon на 9 октомври 2020 г.  Сериалът включва гласовете на Кевин Чакон, Джъстис Куироз, Алиса Читъм и Валентино Кортес.
На 18 февруари 2021 г. сериалът е подновен за втори сезон, чиято премиера е на 7 януари 2022 г. 

## Предпоставка
Шоуто проследява Сантяго, 8-годишен пират, и неговия екипаж, докато се впускат в спасителни операции, откриват скрити съкровища и пазят карибското открито море. Шоуто е наситено с испански език и латино - карибска култура и учебна програма. 

## Герои

### Основни
- Сантяго Монтес (озвучен от Кевин Чакон в първи сезон, [4] [5] Валентино Кортес във втори сезон)
- Томас (озвучен от Джъстис Куироз)
- Лорелай (озвучена от Алиса Читъм) [6]

### Злодеи
- Бони Боунс (озвучена от Киндра Санчес) [7]
- Сър Бътърскоч (озвучен от Джон Легуизамо в първи сезон, Ерик Лопес във втори сезон)
- Пепито (озвучен от Робин де Хесус ) [8]

## Излъчване
Премиерата на сериала е на 9 октомври 2020 г. по Nickelodeon и по Nick Jr. в международен план. 

## Прием от зрителите

### Критичен отговор
Сериалът е получил положителен прием. Емили Ашби от Common Sense Media нарече сериала "изключителен" и го похвали, че възхвалява добротата и смелостта. Тя също така заяви, че сериалът е „визуално привлекателен“ и твърди, че отдадеността на героите да работят заедно и техните личности създават „добро усещане за гледане“. Освен това тя похвали сериала за това, че запознава децата в предучилищна възраст с испанския език чрез „полезни термини, които се научават лесно“ в контекста на сериала. 

### Награди и номинации
| година | награда                      | Категория                                    | номиниран(и) | Резултат | реф |
| ------ | ---------------------------- | -------------------------------------------- | ------------ | -------- | --- |
| 2022 г | Детски и семейни награди Еми | Изключителен предучилищен анимационен сериал |              | [ 10 ]   |     |

## В България
В България сериалът започва излъчване по локалната версия на „Ник Джуниър“ на 27 април 2021 г. Излъчва се и в стрийминг платформата SkyShowtime. Дублажът е нахсинхронен в студио „Про Филмс“.
| Роля          | Изпълнител           |
| ------------- | -------------------- |
| Ескарлата     | Ема Димитрова        |
| Мами          | Евгения Ангелова     |
| Пепито        | Ивелин Николов       |
| Томас         | Константин Сливнишки |
| Сантиаго      | Любомир Димитров     |
| Бони          | Малена Шишкова       |
| Лорелай       | Марта Илиева         |
| Енрике        | Петър Каменов        |
| Сър Чернограч | Симеон Дамянов       |
| Абуело        | Стефан Иванов        |